# Joigny
Joigny là một xã của tỉnh Yonne, thuộc vùng Bourgogne-Franche-Comté, Pháp. Thời điểm năm 1999, xã có dân số 10.032 người.

## Nhân khẩu học
| 1962  | 1968  | 1975   | 1982  | 1990  | 1999   |
| ----- | ----- | ------ | ----- | ----- | ------ |
| 7.144 | 9.698 | 10 972 | 9.644 | 9.697 | 10 032 |

## Các thành phố kết nghĩa
- Mayen, Đức,
- Godalming, Vương quốc Anh, Surrey,
- Hanover, Hoa Kỳ, New Hampshire,
- Amelia, Ý,
- Joigny-sur-Meuse, Pháp,

## Những người con của thành phố
- Saint Vincent de Paul, người sáng lập tổ chức Caritas (1581-1660), đã sống tại Joigny
- Madeleine Sophie Barat (1779-1865)
- Marcel Aymé, nhà văn (1902-1967)
- Roger Tréville, diễn viên (1902-2005)